# Black Forest Open 1999
Il Black Forest Open 1999 è stato un torneo di tennis facente parte della categoria ATP Challenger Series nell'ambito dell'ATP Challenger Series 1999. Il torneo si è giocato a Freudenstadt in Germania dal 30 agosto al 5 settembre 1999 su campi in terra rossa.

## Vincitori

### Singolare
Michal Tabara ha battuto in finale  Orlin Stanojčev con il punteggio di 6–2, 7–6

### Doppio
Joan Balcells /  Thomas Strengberger hanno battuto in finale  Michal Tabara /  Robin Vik con il punteggio di 4–6, 6–2, 6–3